# Georges Jacobi
Georges Jacobi (* 1840 in Berlin; † 1906 in London) war ein deutscher Komponist und Dirigent.
Jacobis musikalische Ausbildung begann in seinem sechsten Lebensjahr. Später studierte er am Conservatoire de Paris bei Daniel-François-Esprit Auber Komposition und gewann 1861 den ersten Preis im Fach Violine. Er trat ins Orchester der Opéra-Comique ein, wo er bis 1869 als Erster Geiger wirkte.
Daneben gab er mit einem eigenen Orchester Konzerte in der Gemäldegalerie der Société nationale des beaux-arts. 1869 wurde er musikalischer Direktor des Théâtre des Bouffes-Parisiens, wo er vorwiegend Operetten Offenbachs dirigierte.
Mit dem Ausbruch des Deutsch-Französischen Krieges ging Jacobi nach London. Dort war er von 1872 bis 1898 musikalischer Direktor des Alhambra Theatre. Für das Ballett des Varieté-Theaters komponierte er im Laufe der Zeit mehr als 100 Werke.
Nach einem Brand des Alhambra 1882 wurde das Haus 1883 mit einem neuen Konzept wiedereröffnet. Zwischen zwei Ballettaufführungen wurde jetzt jeweils ein Music-Hall-Programm geboten. Choreograph des Balletts wurde Carlo Coppi, der auch eine Ballettschule eröffnete. Primaballerina des Hauses war lange Zeit Emma Palladino. 1897 komponierte Arthur Sullivan die Operette Victoria and Merrie England, deren Aufführung einen Höhepunkt in der Geschichte des Hauses darstellte.
Neben Balletten komponierte Jacobi mehrere Operetten und Schauspielmusiken, außerdem auch Violinwerke, darunter zwei Violinkonzerte. 1896 wurde er Professor für Dirigieren am Royal College of Music, sein Nachfolger am Alhambra wurde George W. Byng. Zweimal war er Präsident der Association of Conductors in England. Zu seinen Schülern gehört der Operettenkomponist Walter Slaughter.

## Werke
- Yolande, Ballett
- The Golden Wreath, Ballett
- The Swans, Ballett
- Melusine, Ballett
- Blue Beard, Ballett
- Ali Baba, Ballett
- Lochinvar, Ballett
- La Tzigane, Ballett
- Rothomago, Operette (Gemeinschaftskomposition mit Edward Solomon, Procida Bucalossi und Gaston Serpette)
- The Black Crook komische Oper (in Zusammenarbeit mit Frederic Clay)
- Schauspielmusik zu Henry Irvings Robespierre